# 卜公花園
卜公花園（英語：Blake Garden）是香港島上環的一個露天球場，俗稱花園仔，由康樂及文化事務署管理。公園的位置方面，東面居賢坊新會商會學校，北面太平山街望荷李活道，南面望英皇書院同學會小學第二校，西面望普仁街東華醫院。

## 歷史

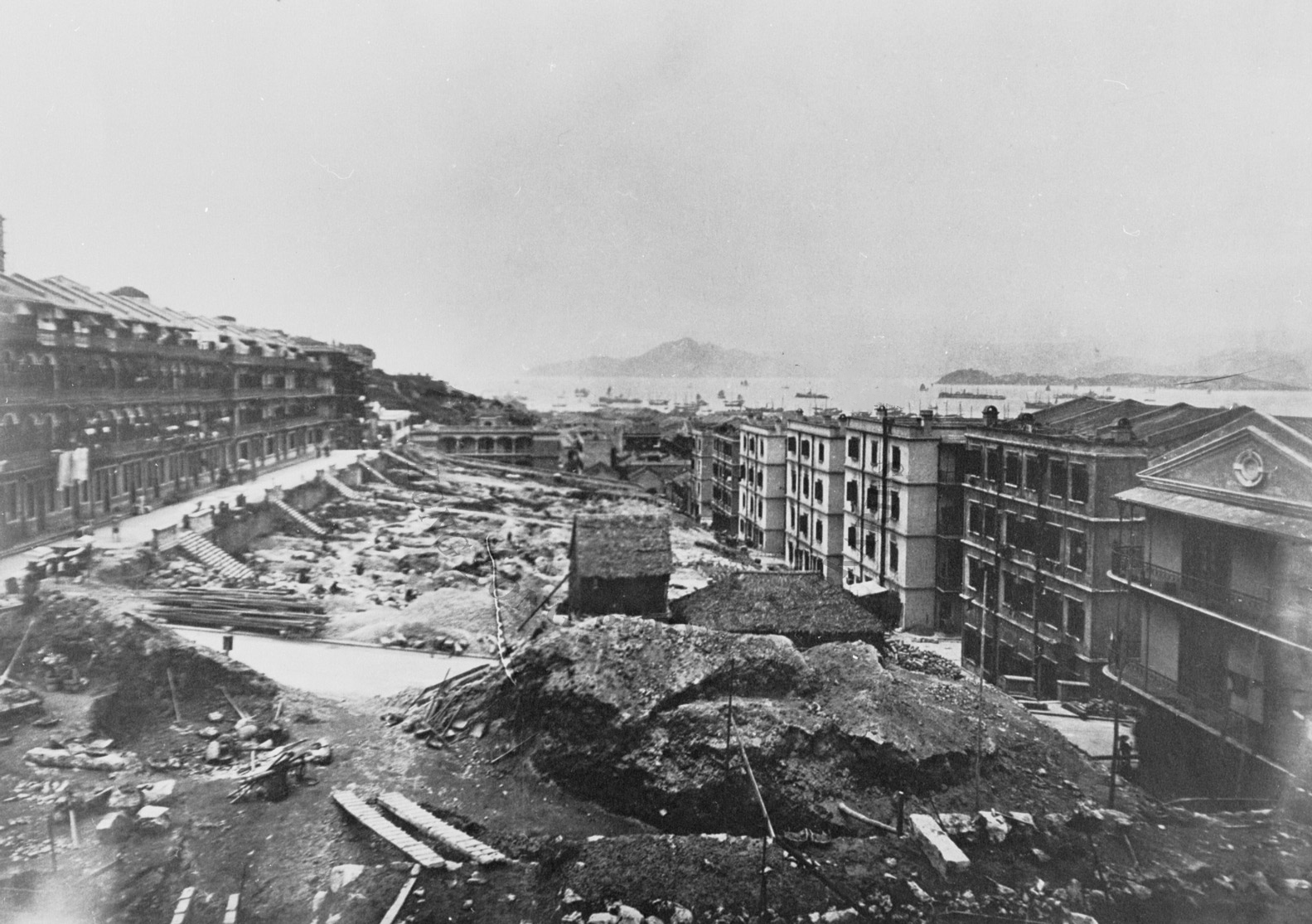
1898年的卜公花園

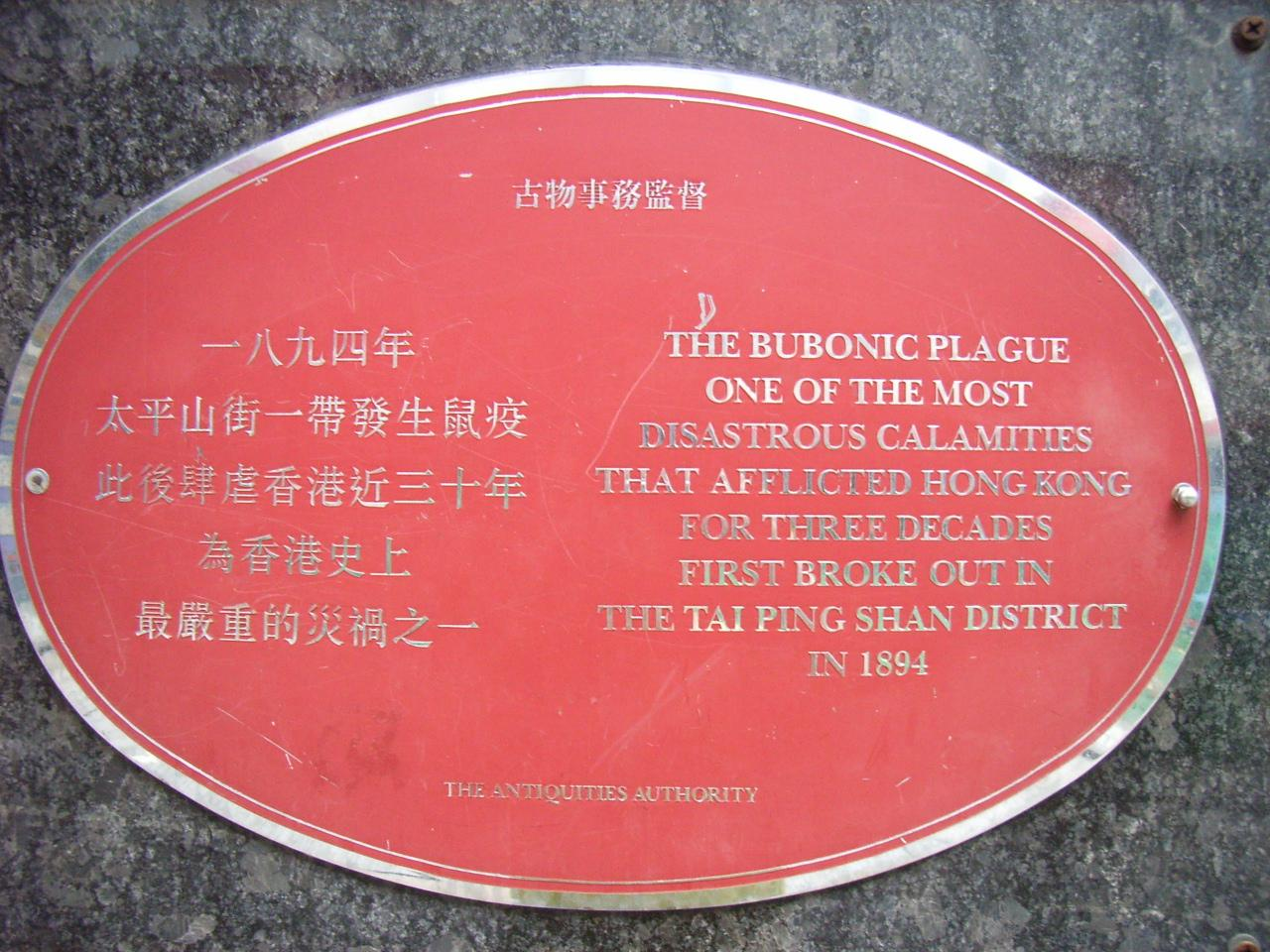
卜公花園內記述鼠疫發生的紀念牌

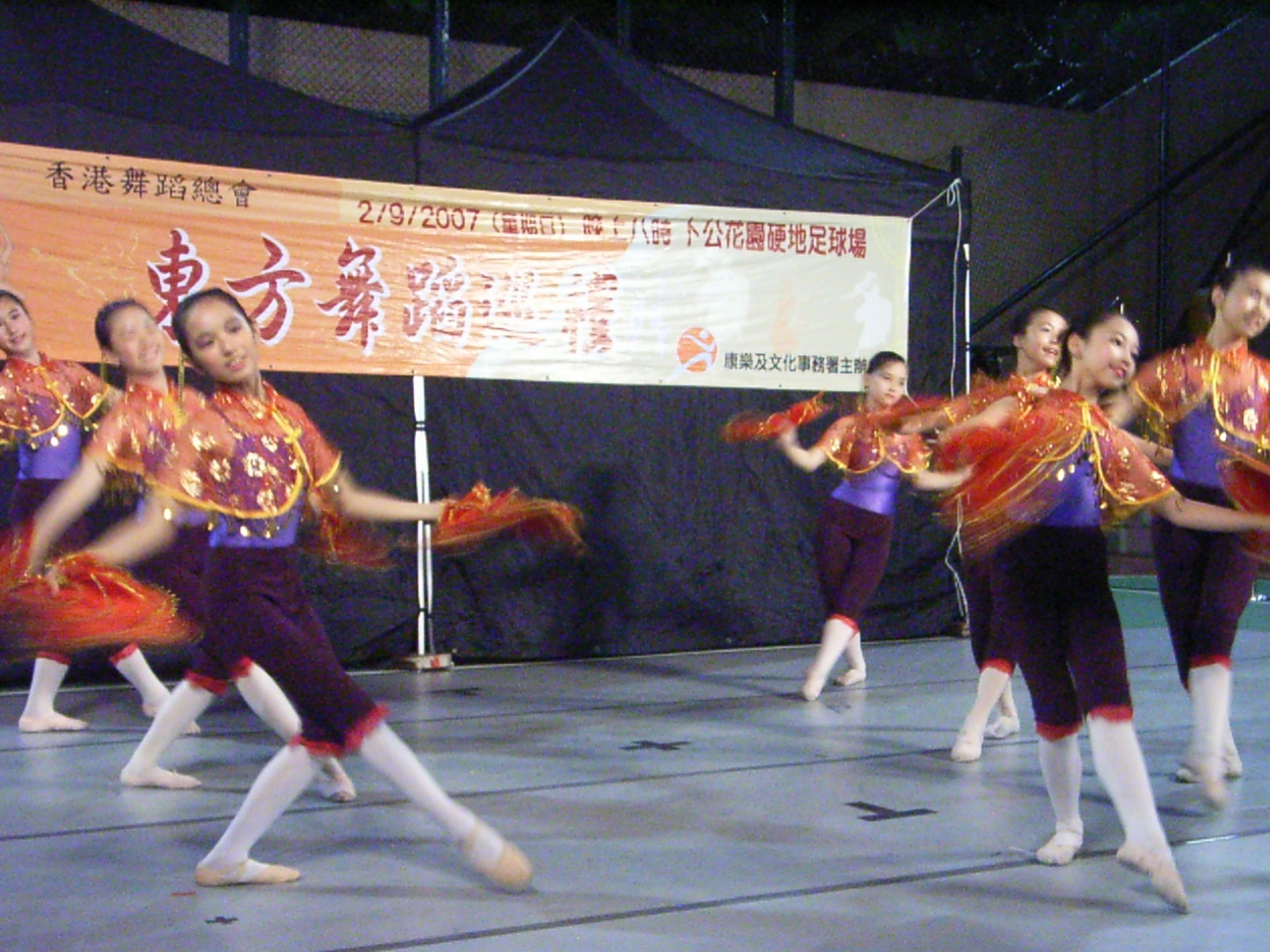
在卜公花園舉辦的文化活動

過去卜公花園原址是一處華人聚居的地方，因1894年鼠疫，在清拆民居後，香港政府把該處改建成一個公園，以當時港督卜力的名字命名，就是今天的卜公花園。
現公園用地原本計畫建造民居。1903年4月24日，港督卜力向殖民地大臣約瑟夫·張伯倫提議將太平山未建成部份轉為「於城市中最密集的部份的花園」，並於同年6月16日得到批准。
1925年，卜公花園旁曾發生普慶坊護土牆倒塌意外。
在香港日治時期，卜公花園曾經改名為民眾運動場。
2022年7月，康文署聯同建築署及香港知專設計學院（知專）合作，將球場進行美化工程，並以「普天同慶」為主題，加入象徵喜慶、雀鳥「紅嘴藍鵲」和人物圖案。

## 特色
卜公花園東西兩面是植物公園，正中間有兩個硬地足球場，三個籃球場和一個排球場，也有兒童遊樂場鞦韆和滑梯。由於年份久遠，植物公園已經長成十數棵老榕樹（細葉榕），形狀各異。
一如香港其他公園，卜公花園經常有學校、慈善團體及文化組織，租用球場作為體育訓練、競賽及文藝晚會等，例如中秋節、元宵節等。

## 禁煙安排
按香港吸煙條例，卜公花園場地全面禁煙。

## 交通
- 新世界第一巴士26經皇后大道西及荷李活道公園，在樂古道之前下車，沿差館上街途步上行兩分鐘可逢北面球入口。
- 香港的士或者私家車經水坑口街上，到荷李活道商業中心，再沿荷李活道東行，到文武廟，入四方街，到太平山街直上居賢坊。

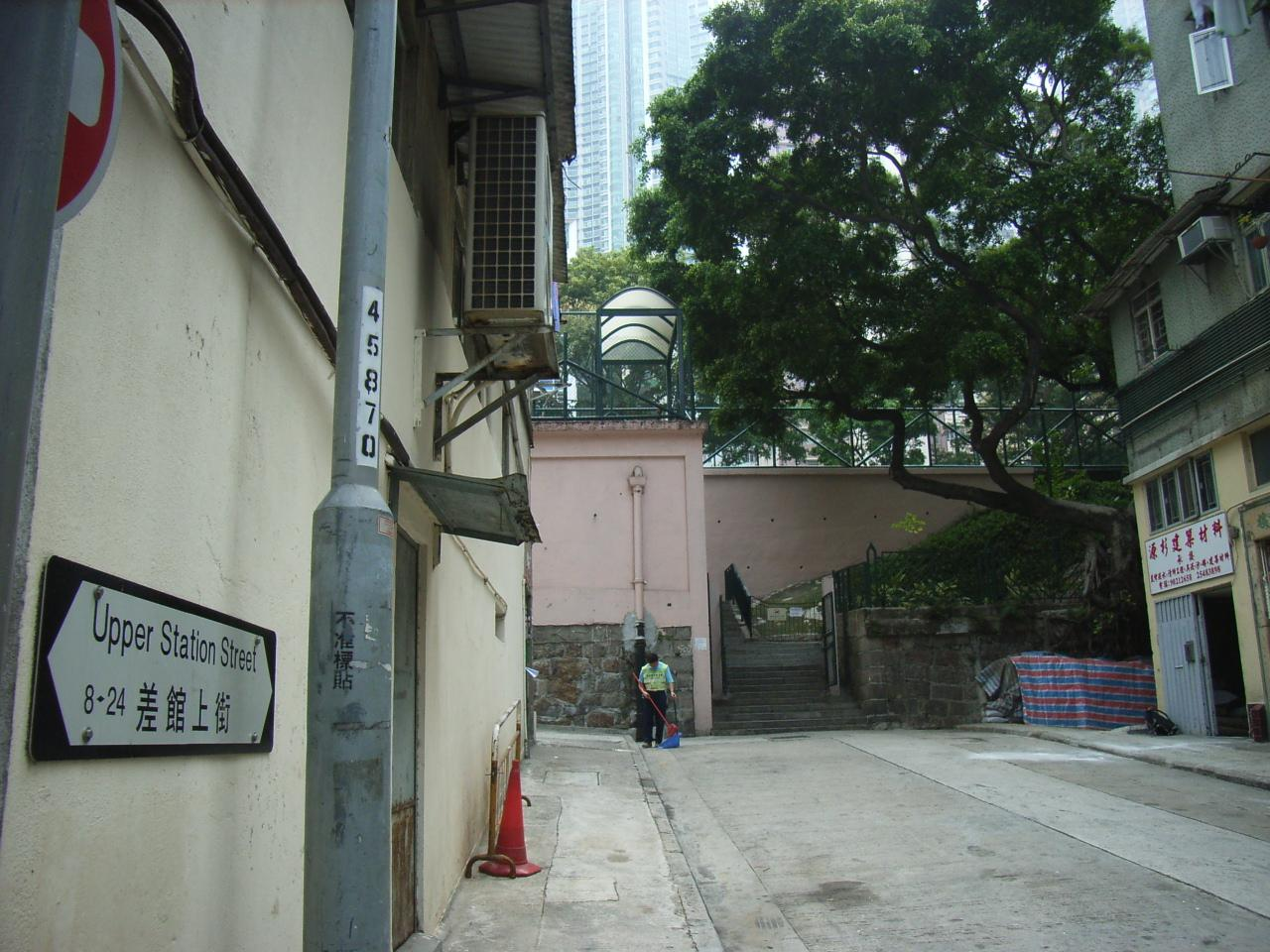
26號巴士下車，沿差館上街徒步上行兩分鐘可達北面球場入口
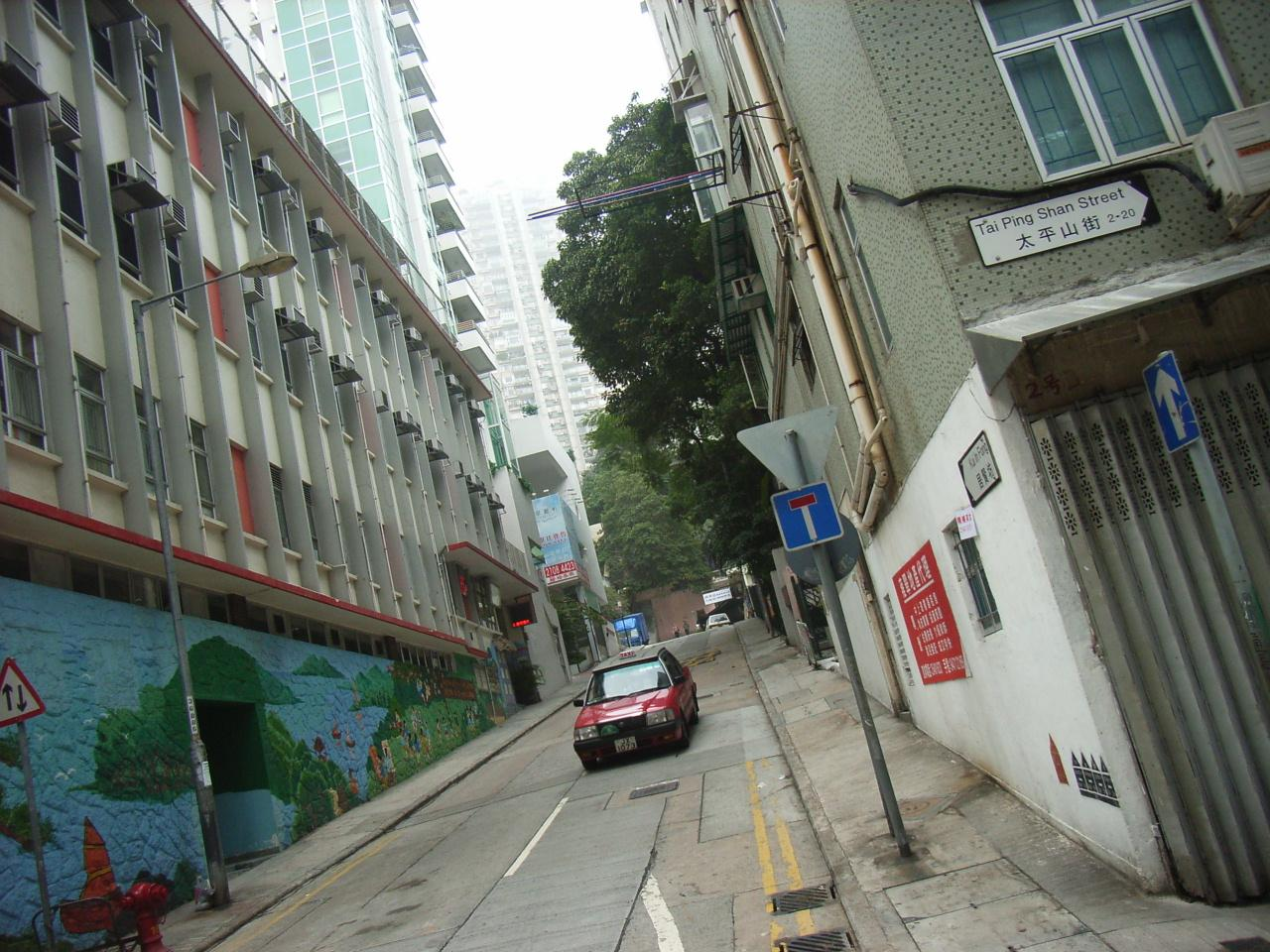
香港的士到太平山街直上居賢坊可到東面球場入口
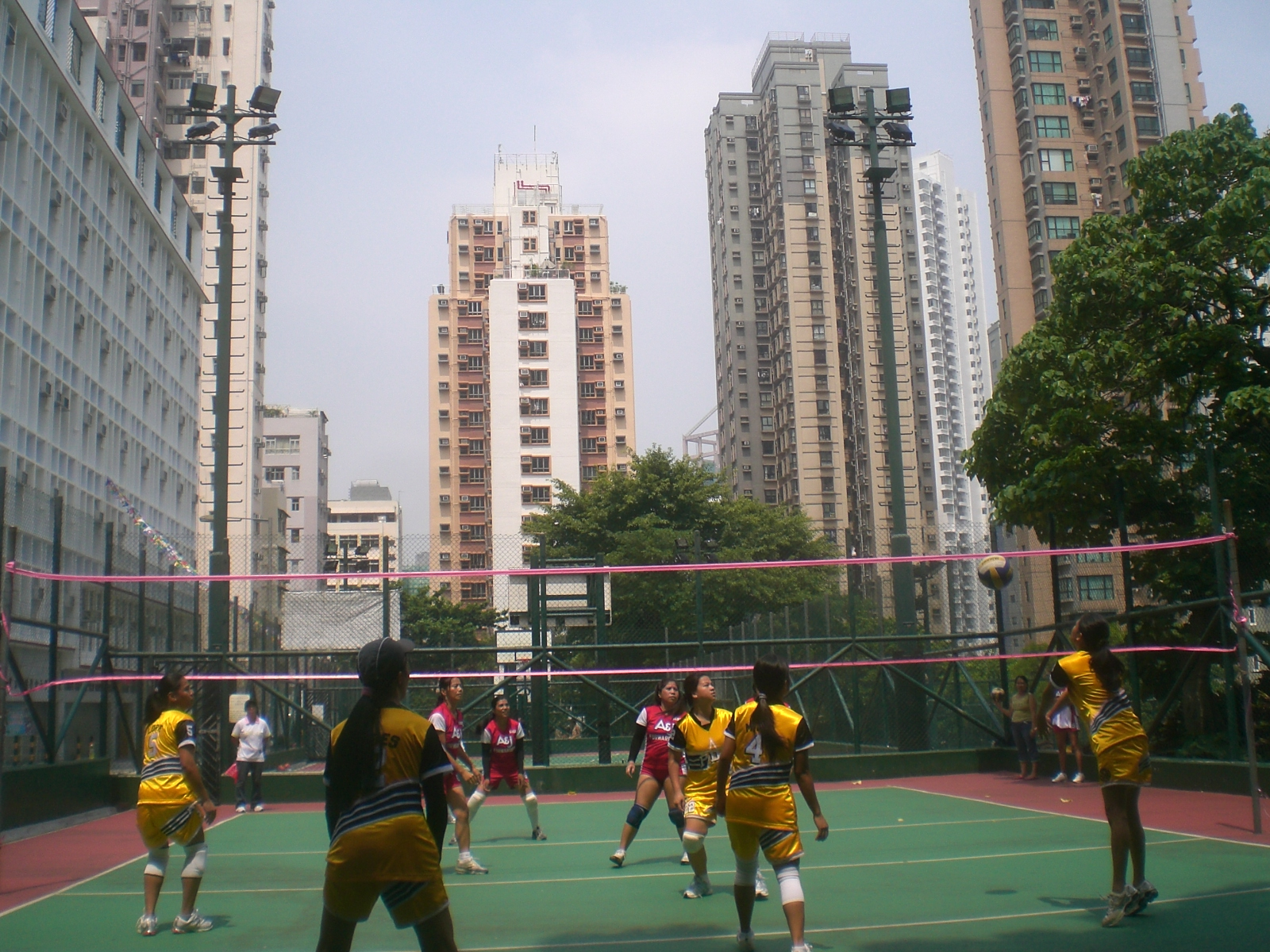
排球場
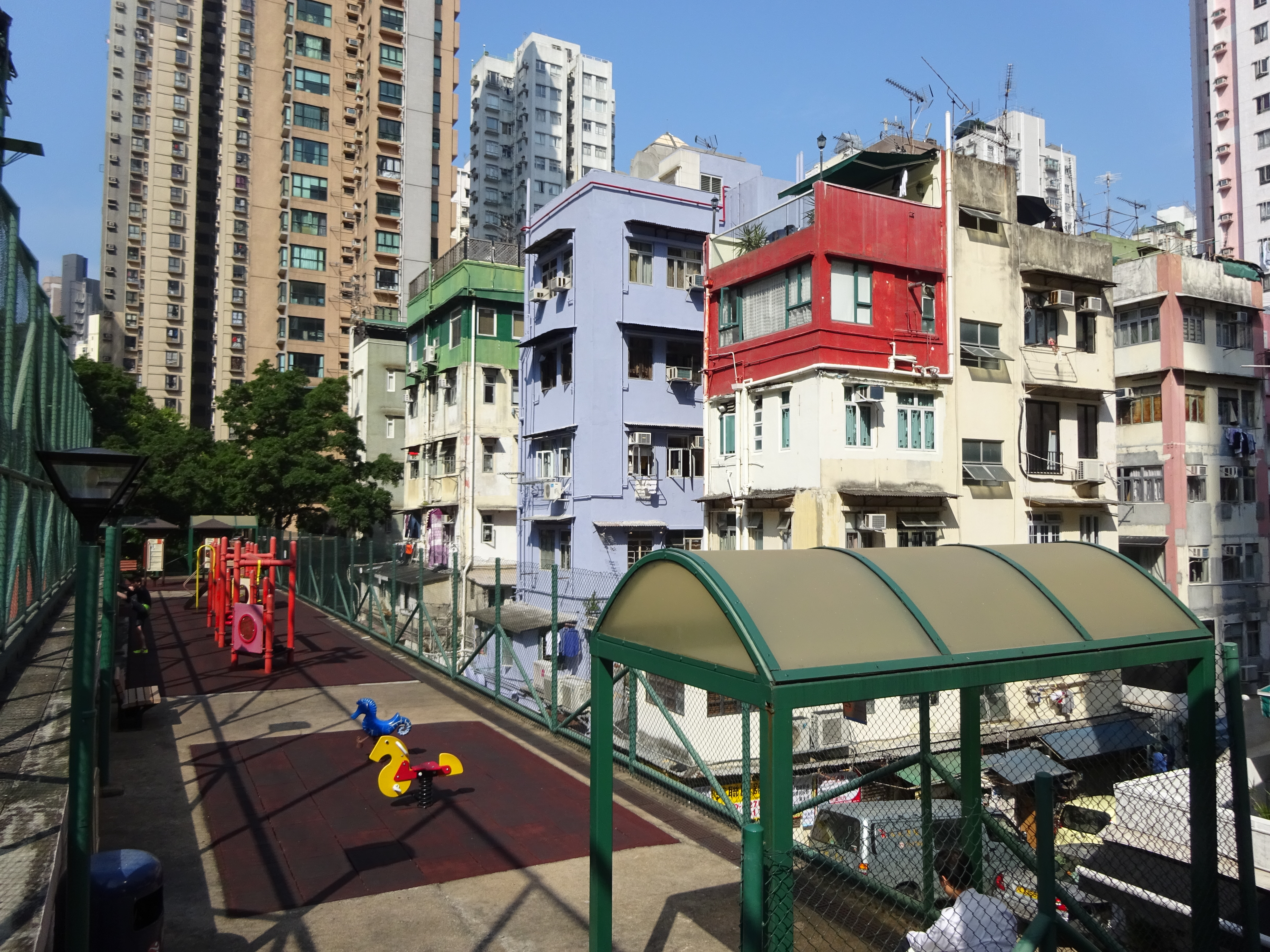
兒童遊樂場

## 鄰近地標
- 東華醫院
- 文武廟
- 香港醫學博物館
- 摩羅街
- 前中華基督教青年會中學（現聖公會聖馬太小學）
- 上環觀音廟
- 百姓廟
- 中區卅間咕喱館
- 新會商會學校